# Letní kino

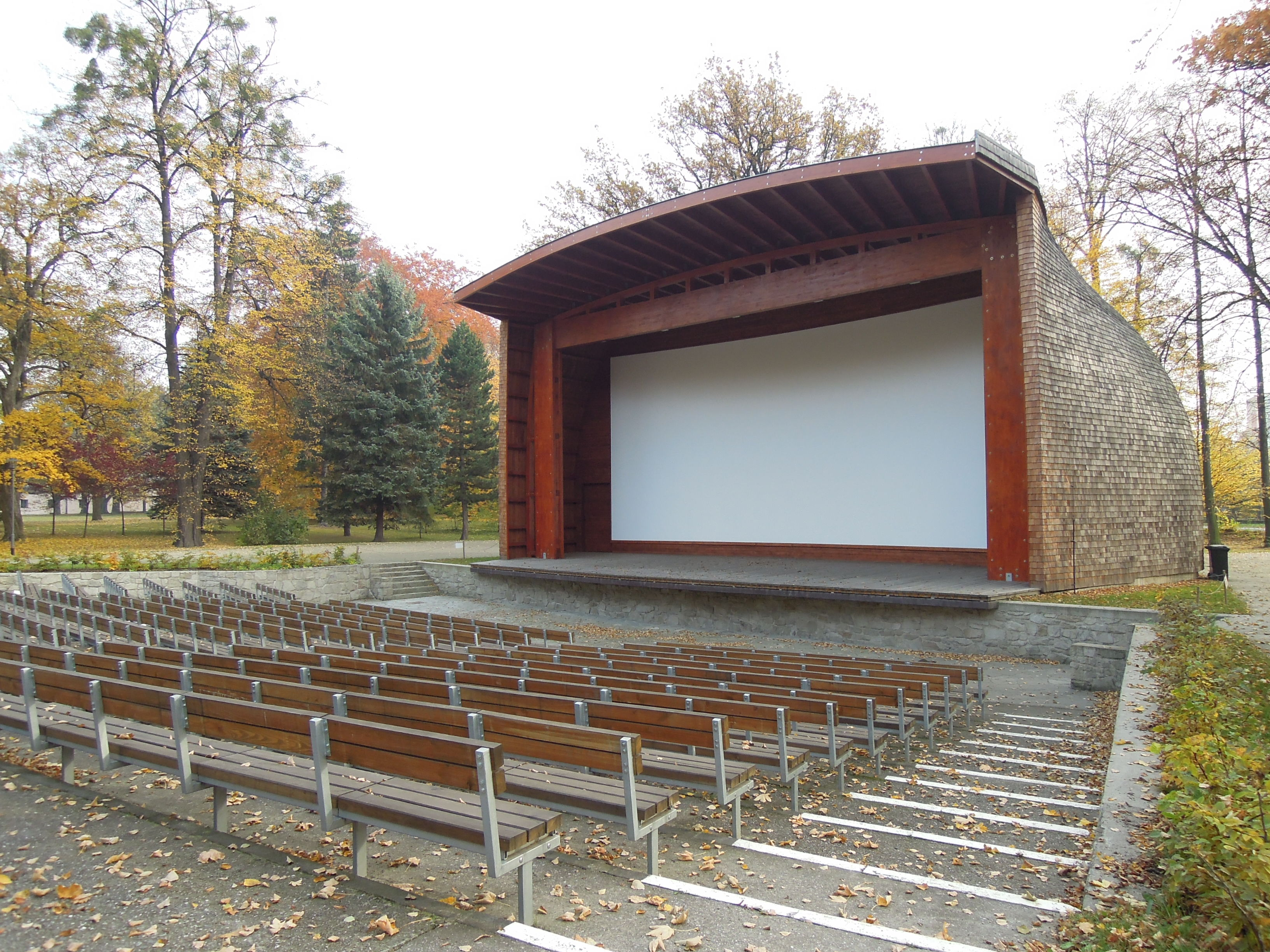
Rekonstruované letní kino v Zámeckém parku Kinských ve Valašském Meziříčí

Letní kino je kulturní zařízení, sloužící k promítání filmů pod širým nebem, popř. konání různých menších společenských kulturních akcí.
Vzhledem k tomu, že prostor pod širým nebem nelze vytápět a zatemnit, bývá v provozu pouze v letních měsících, především v období letních prázdnin, za socialismu se někdy konala i silvestrovská promítání. Koncem 90. let dvacátého století a začátkem nového tisíciletí ztrácela letní kina svoji někdejší popularitu. Zpočátku především kvůli nástupu nových technologií (domácí kino) a technicky vyspělejší konkurenci (zejména multikina), později i kvůli neschopnosti promítat nové filmy distribuované na digitálních nosičích. Postupem času se však i díky stále dostupnější technologii začal počet letních kin opět zvyšovat. V létě roku 2020 jich tak v Česku promítalo více než 450

## Historie letních kin v Československu

### První republika
Letní kina vznikala v Československu již v období 1. republiky. Největší bylo pražské letní kino Benátky provozované od jara 1919 na ostrově Štvanice, mezi Hlávkovým mostem a Negrelliho viaduktem. Jeho původní kapacita byla 1 470 sedících diváků, v roce 1929 již psal tisk o 1 600 sedadlech. Benátky tak byly největším biografem v Praze. Další pražské letní kino stálo ve 20. letech 20. století na Folimance.
V roce 1929 informoval tisk o letním kině v Přerově. Jednalo se však pouze o provizorium ve stanu, do doby dostavby nové budovy. V Brně bylo ve 20. a 30. letech 20. století provozováno kino Stadion.

### Po 2. světové válce
Letní kino pro 1 300 diváků zahájilo promítání na pražském Střeleckém ostrově 26. července 1948. V 50. letech 20. století bylo v provozu letní kino na pražském Výstavišti.
Největší letní kino v Československu vzniklo ve Zlíně, kde zahájilo provoz 28. července 1948. Přírodní hlediště pojmulo 15 000 diváků. Toto kino zaniklo v roce 1971.
V Boskovicích v Jihomoravském kraji bylo od roku 1961 další velké letní kino. Jeho plátno mělo velikost 35×15 m. Místo něj se později postavila zděná stěna. Kapacita kina je 3500 míst, rekordní návštěvnosti filmu Kleopatra se však pohybovaly kolem 7000 návštěvníků. Jiné velké letní kino se nacházelo v Brně na tehdejší Leninově ulici.
Za socialismu se v letních kinech odehrávaly také Filmové festivaly pracujících (FFP) a především pro ně se síť letních kin v poválečném Československu postupně rozšiřovala i do menších měst. V roce 1975 jich v republice bylo padesát.

### Po roce 1989
V 90. letech význam a popularita letních kin výrazně poklesla, zejména kvůli privatizaci a přechodu do soukromých rukou. Na počátku 21. století se ovšem začaly objevovat pokusy nejen o oživení zaniklých letních kin, ale také o vznik nových. To usnadnily především digitální technologie promítání. V roce 1989 existovalo 152 letních kin, v roce 2010 pak bylo v provozu 98 z nich. V roce 2017 pak Unie filmových distributorů evidovala opět 260 letních kin v provozu.

## Galerie

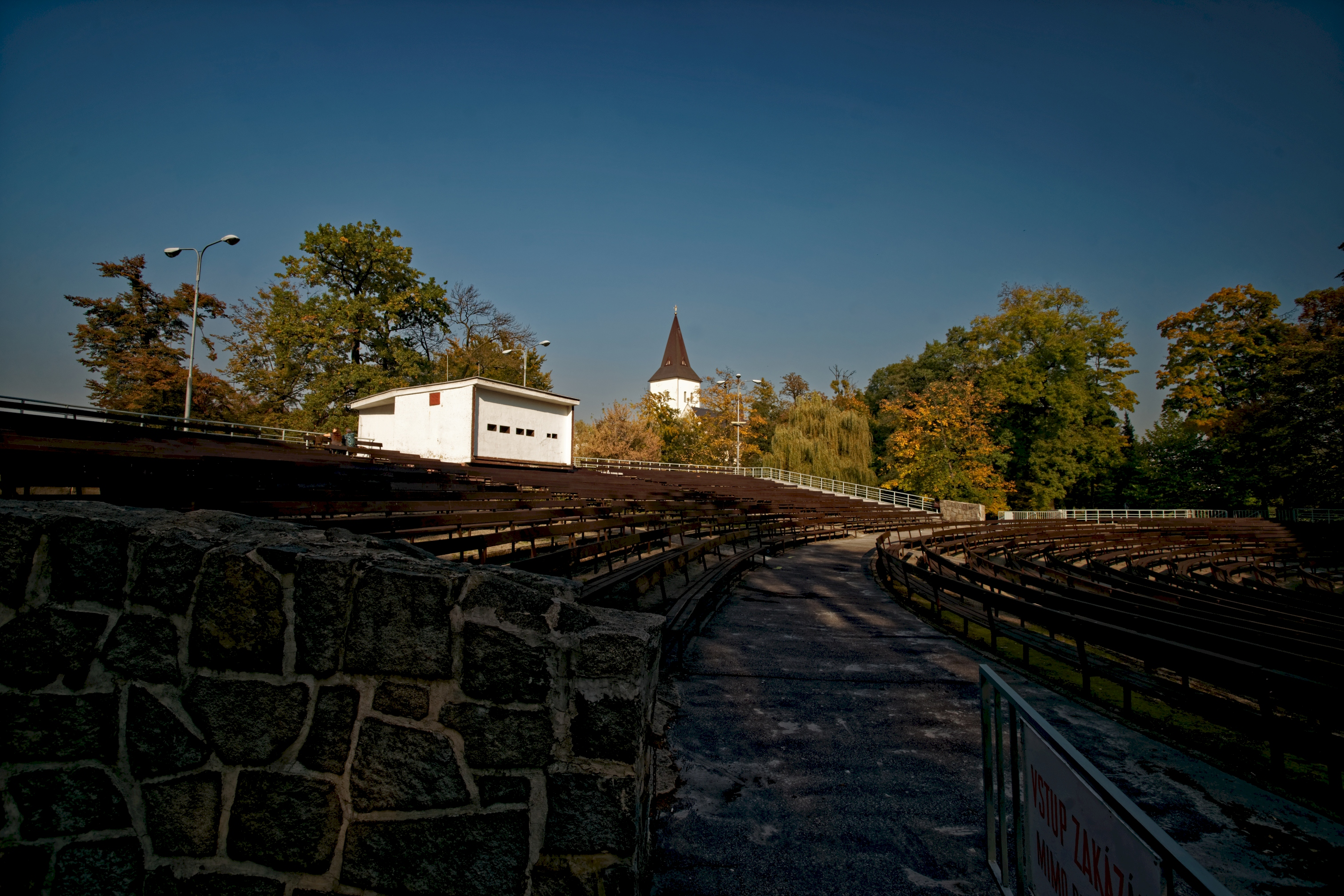
Letní kino v Karviné
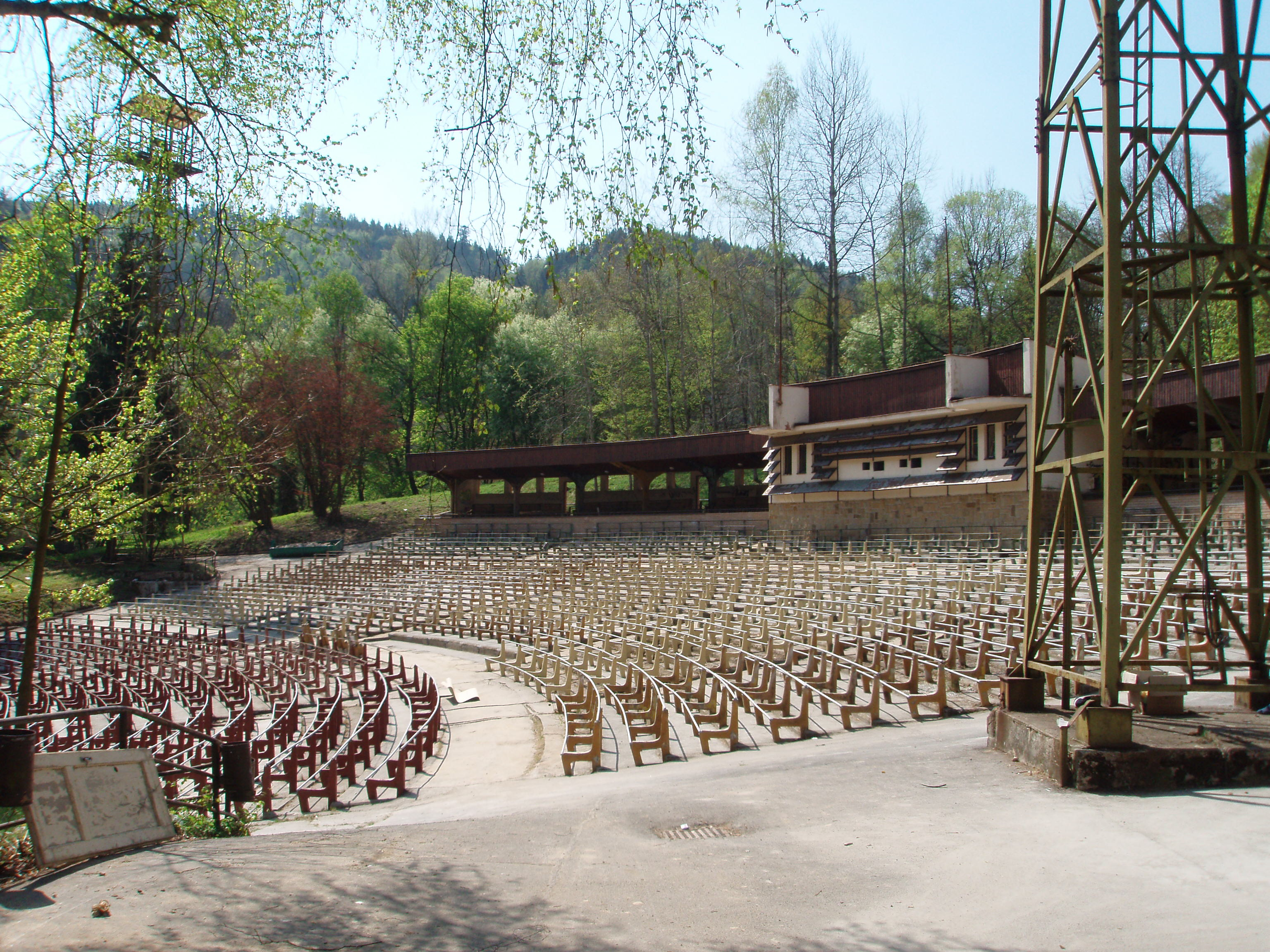
Letní kino Karlovy Vary během rekonstrukce
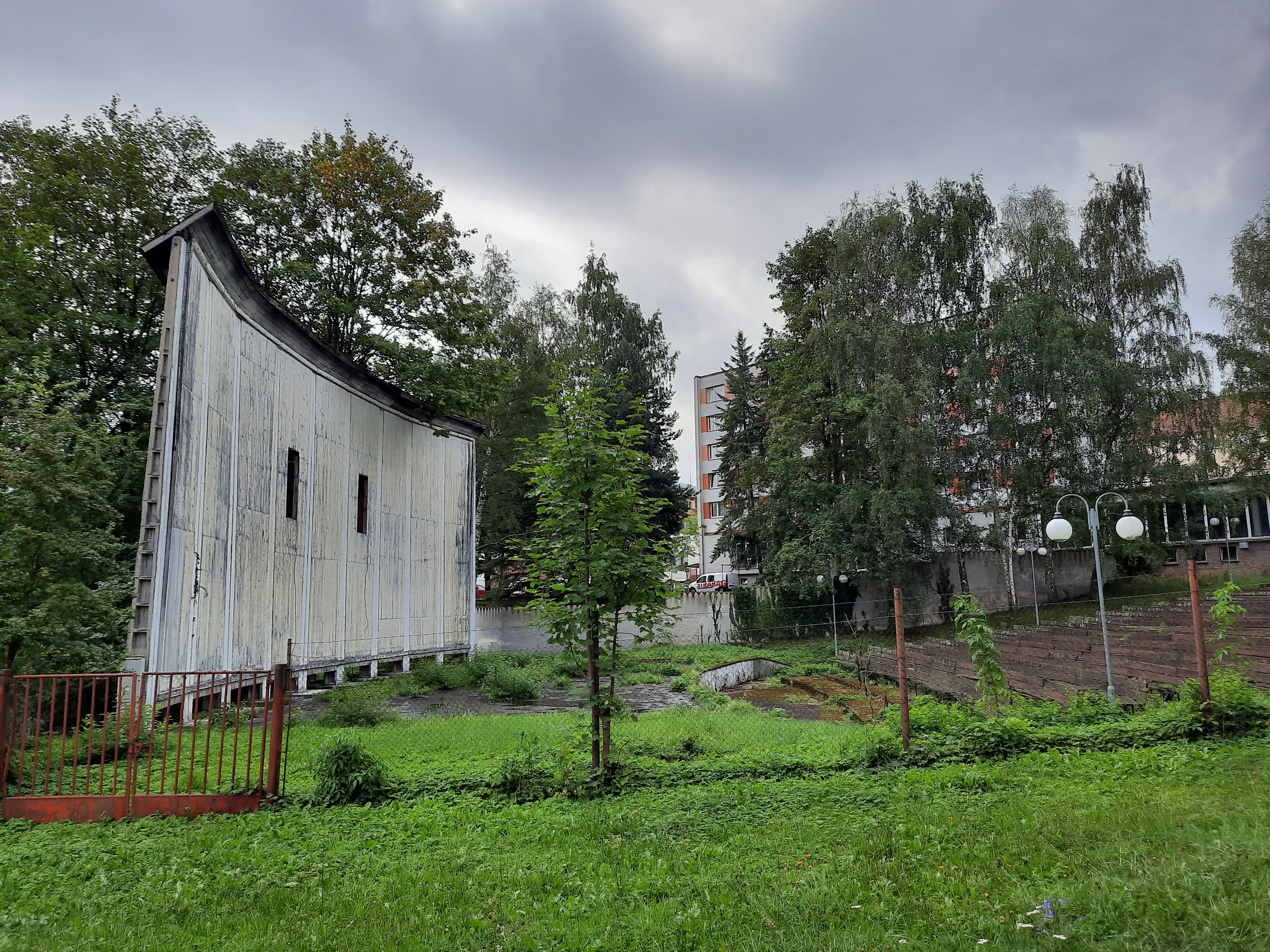
Letní kino v Prachaticích
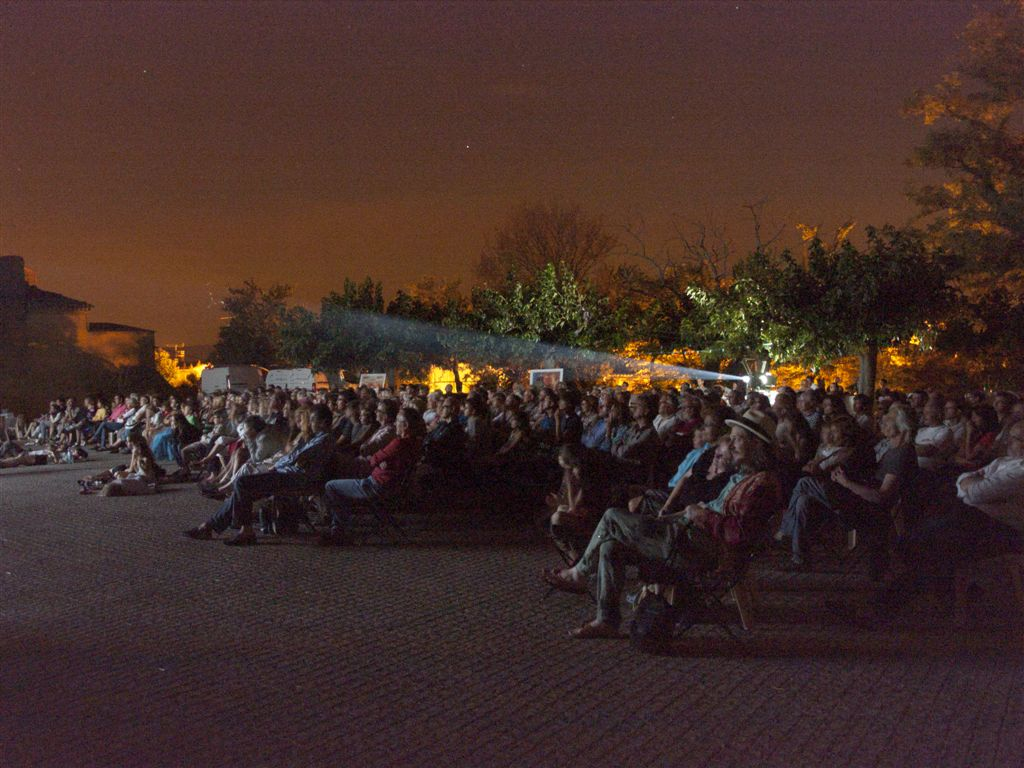
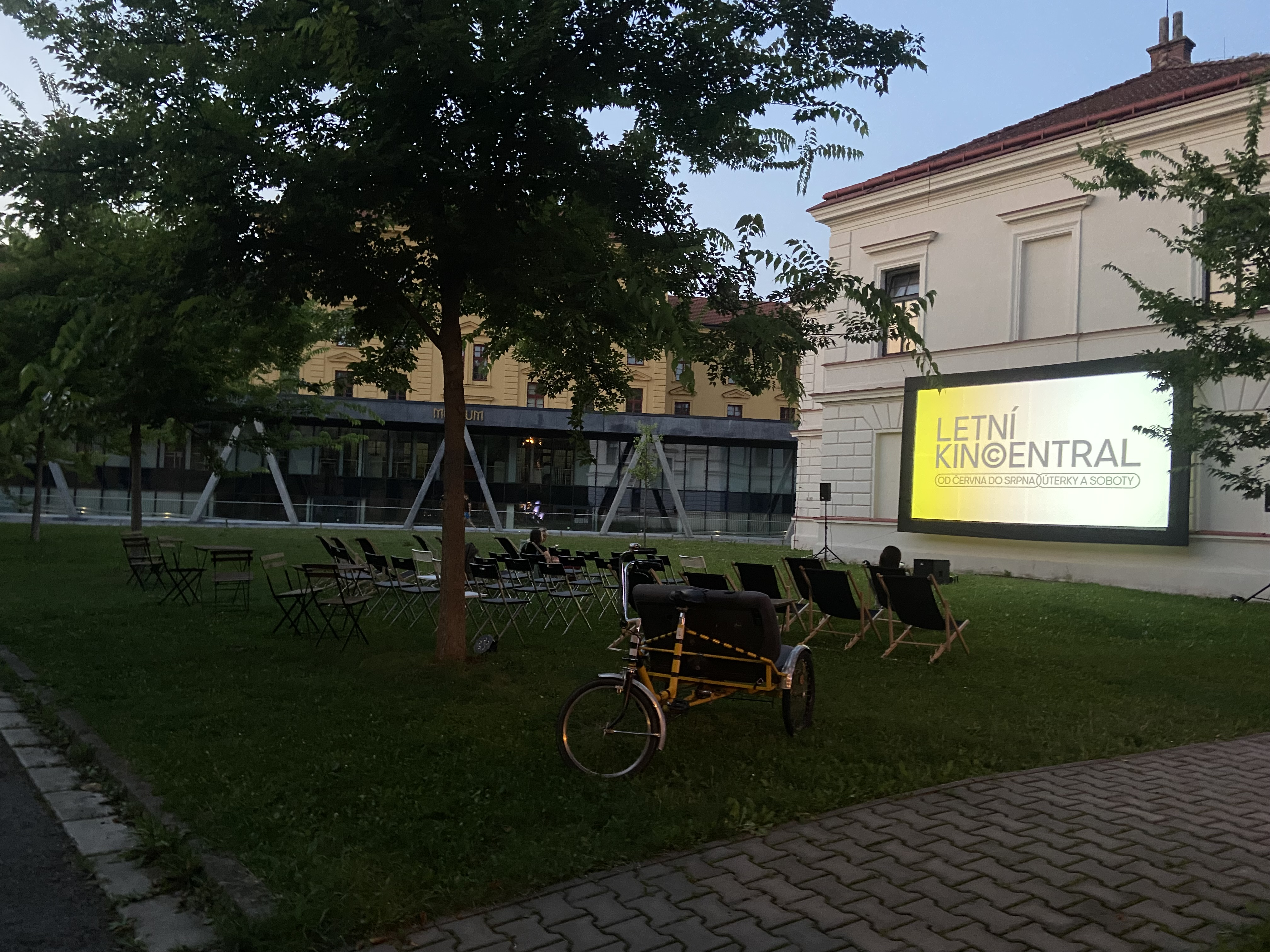
Letní kino v Hradci Králové
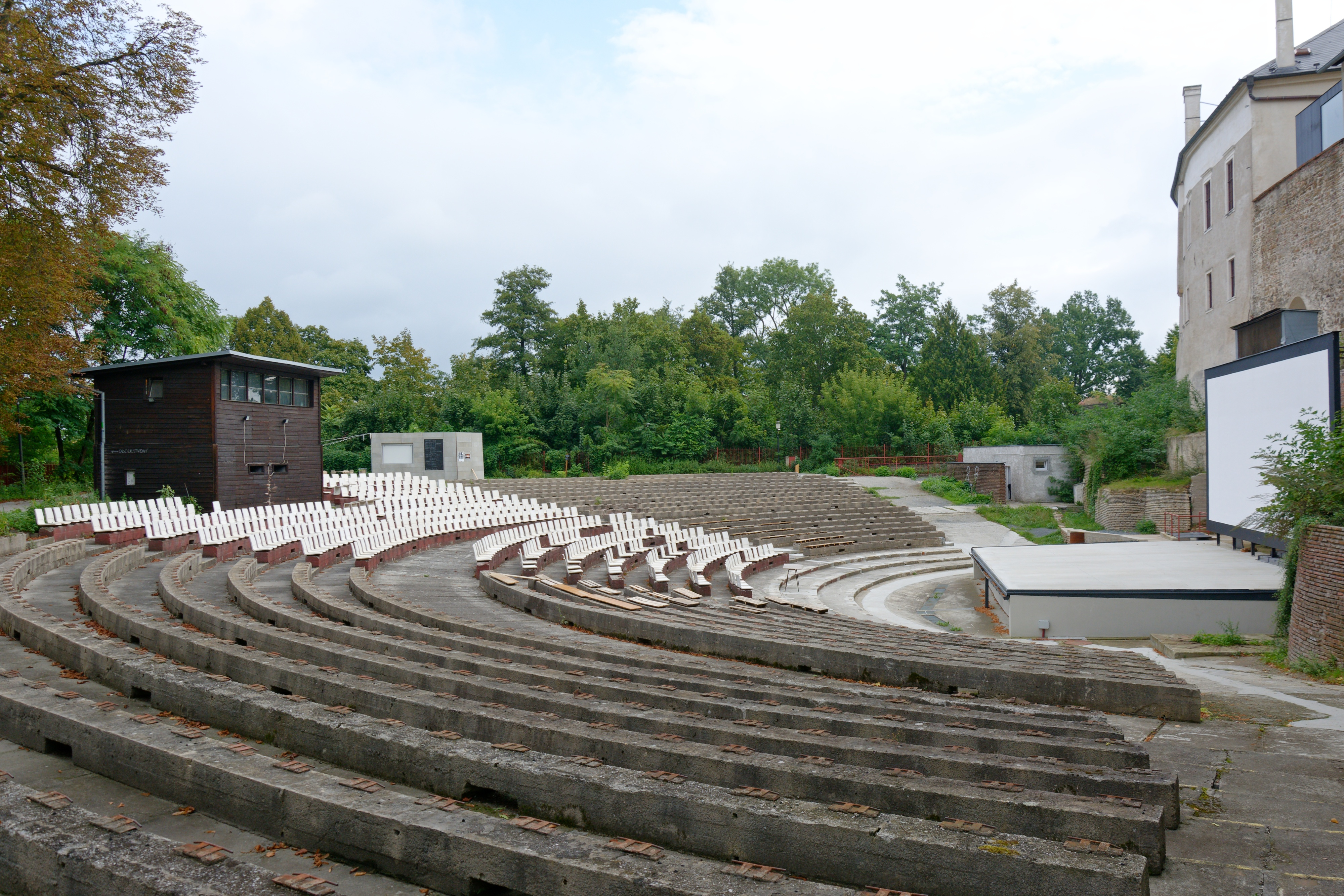
Letní kino v Olomouci
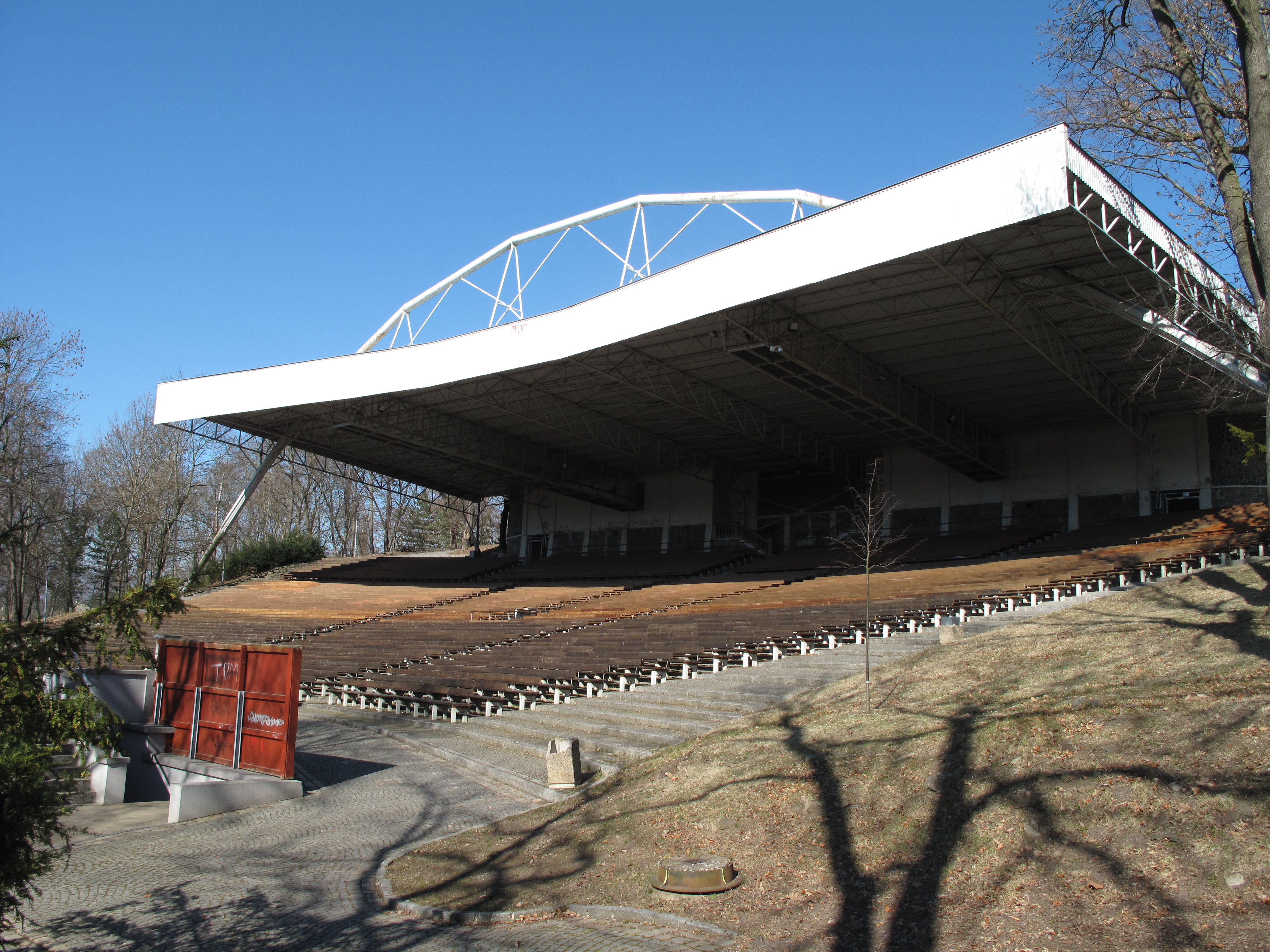
Částečně kryté letní kino v Ústí nad Labem
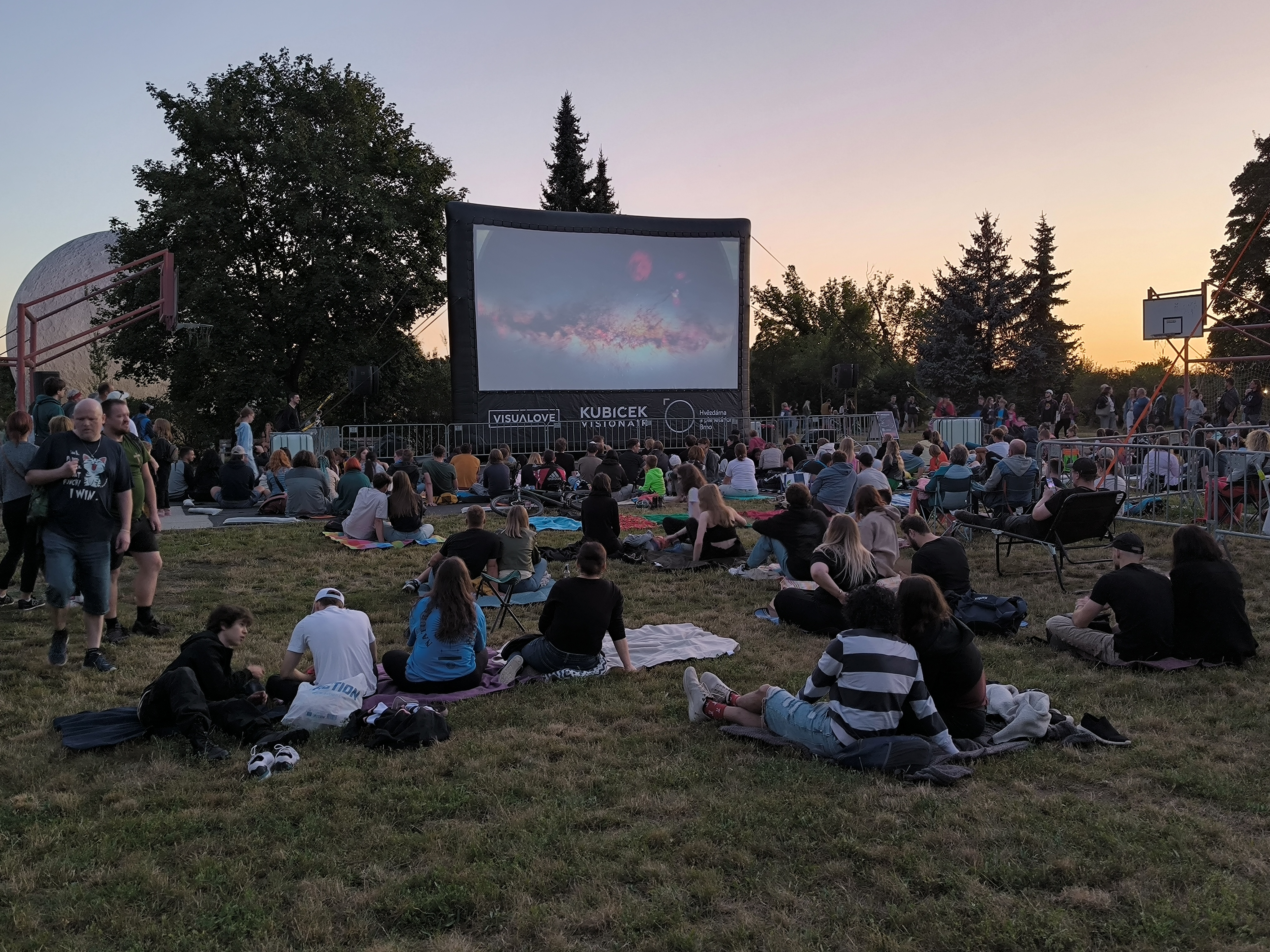
Provizorní letní kino v Brně na Kraví hoře
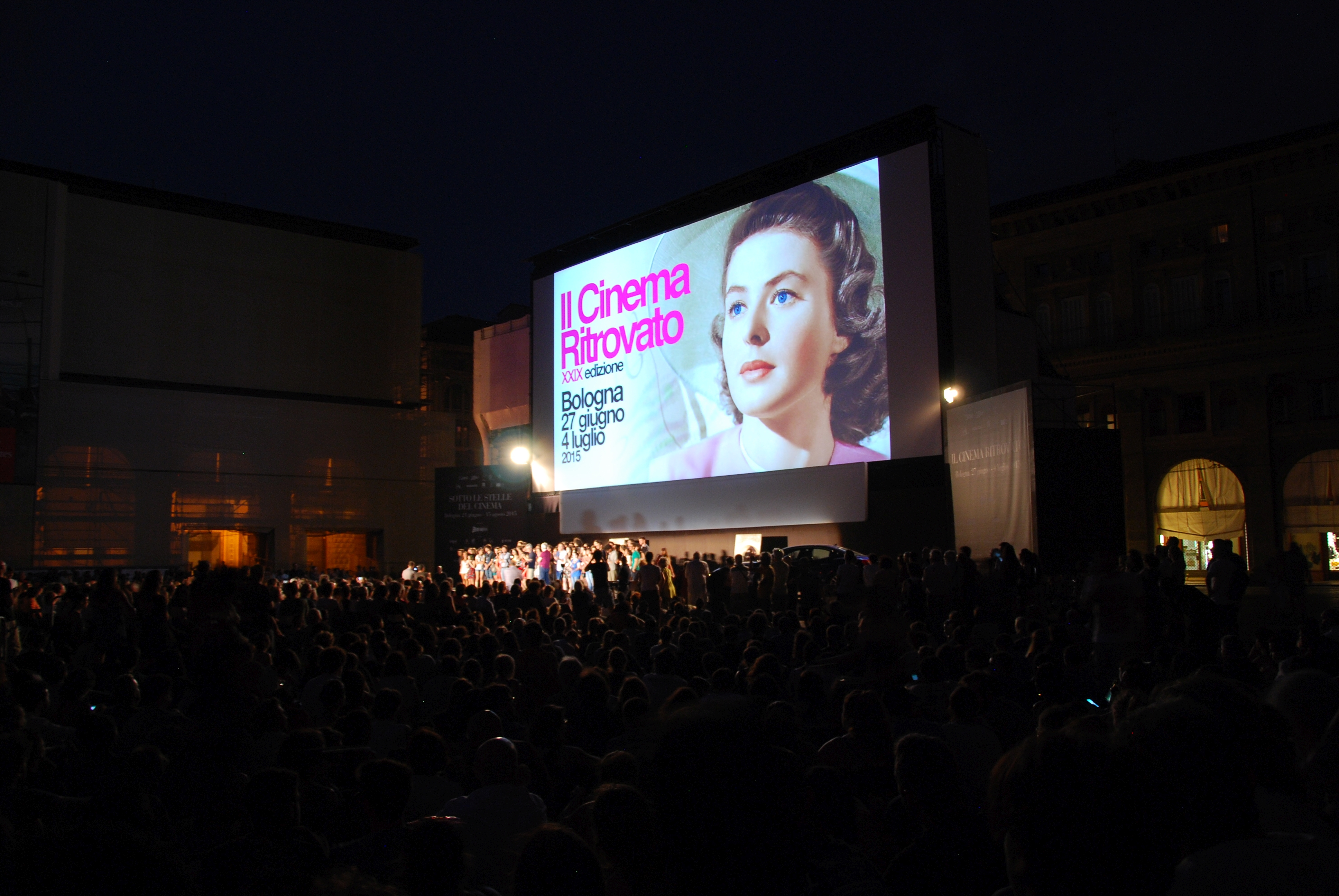
Open-air kino v Bologni
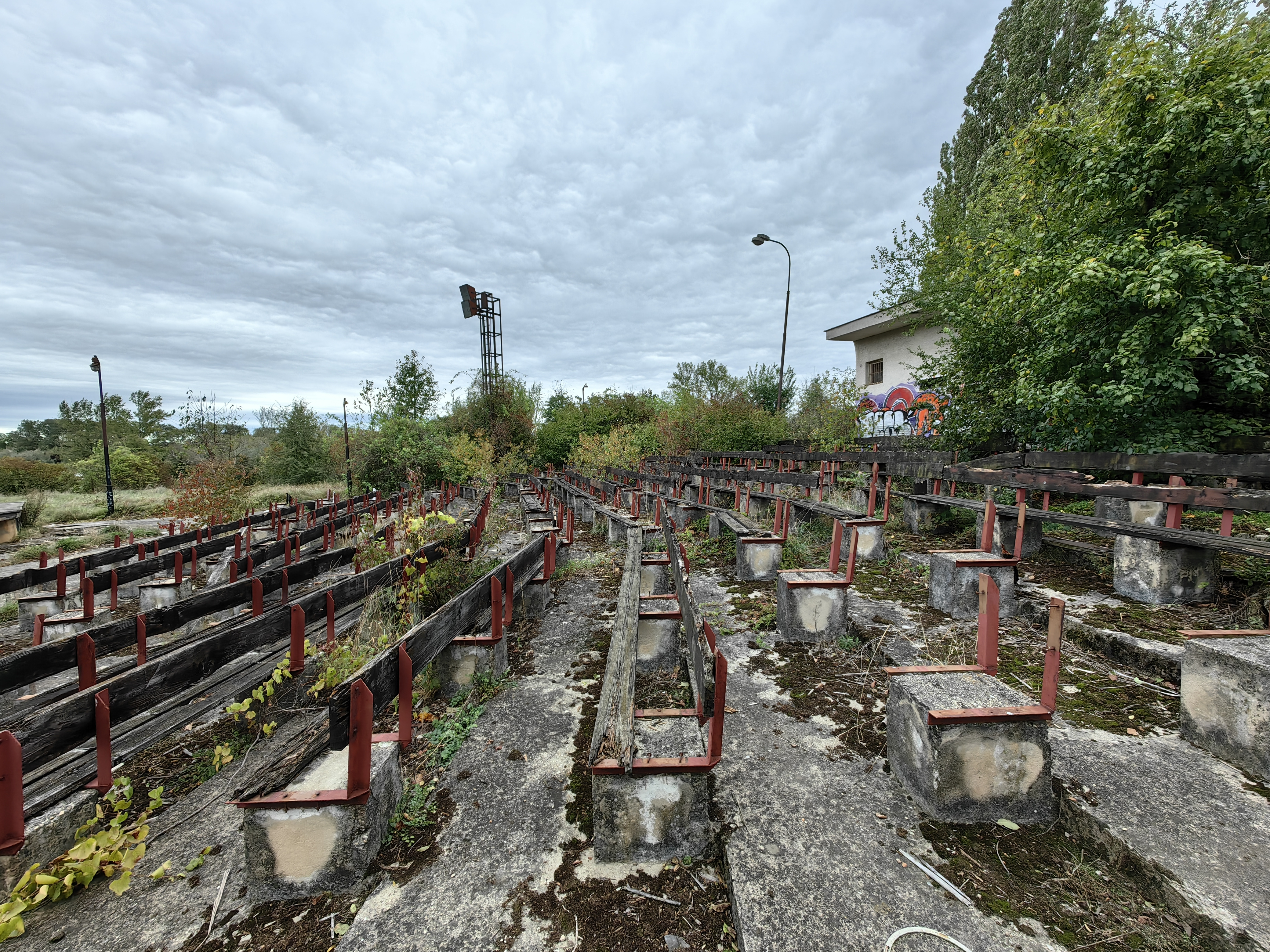
Opuštěné letní kino, Patince na Slovensku